# Эрикссон, Агнета
Агнета Эрикссон (швед. Berith Agneta Eriksson; род. 3 мая 1965, Вестерос) — шведская пловчиха, призёр чемпионата Европы и Олимпийских игр, участница трёх Олимпиад.

## Карьера
На летних Олимпийских играх 1980 года в Москве Эрикссон выступала в плавании на 100 метров вольным стилем и эстафете 4×100 метров вольным стилем. В первой дисциплине она заняла 8-е место. В эстафете сборная Швеции (Карина Юнгдаль, Тина Густафссон, Агнета Мортенссон, Агнета Эрикссон) завоевала серебряные медали с результатом 3:48,93 с. Чемпионками стали представительницы ГДР (Барбара Краузе, Карен Метчук, Инес Дирс, Зарина Хюльзенбек), финишировавшие с мировым рекордом — 3:42,71 с. Бронзовые медали завоевала сборная Нидерландов (Конни ван Бентум, Вилма ван Велсен, Регги де Йонг, Аннелиз Мас — 3:49,51 с).
На следующей Олимпиаде в Лос-Анджелесе Эрикссон представляла свою страну в четырёх видах: плавание на 100 метров вольным стилем и баттерфляем, эстафета 4×100 метров вольным стилем и комбинированная эстафета 4×100 метров. В первом виде Эрикссон стала 15-й, а во второй — 12-й. В обеих эстафетах сборная Швеции заняла 7-е место.
На Олимпиаде 1988 года в Сеуле Эриксон выступала в трёх дисциплинах. В плавании на 100 метров баттерфляем она заняла 22-е место. В эстафете 4×100 метров вольным стилем сборная Швеции стала 9-й, а в комбинированной эстафете 4×100 метров — 11-й.